# OH! ROCK'A MONO
『OH! ROCK'A MONO』（オー! ロッカ モノ）は、近藤真彦のライブ・ビデオ。

## 概要
1987年1月10日・11日に中野サンプラザで行われたコンサートを収録。2021年4月時点で未DVD化。

## 収録曲
1. イブの告白
2. Moon & Star Child
3. Mrs. TEASER
4. 大将
5. メドレー
  1. ケジメなさい
  2. ミッドナイト・ステーション
  3. 純情物語
6. 愚か者
7. BLUE CITY
8. 青春
9. Baby Rose
10. ハイティーン・ブギ